# Der reporter
der reporter ist ein wöchentlich erscheinendes Anzeigenblatt in Schleswig-Holstein.
Das Blatt erscheint seit 1983 in der Balticum-Verlagsgesellschaft und Werbeagentur. Zielsetzung des Blattes ist es, unpolitische Informationen aus der Region für die Region zu verbreiten. Zusammen mit verschiedenen Partnerverlagen erscheinen in den Kreisen Ostholstein und Plön insgesamt sechs regionale Ausgaben des reporters mit einer Gesamtauflage von 143.000 Exemplaren. Er wird jeden Mittwoch in alle Haushalte geliefert und liegt an vielen Stellen im Einzugsbereich zum sofortigen Lesen aus. Per Post wird er an rund 400 Abonnenten verschickt.

## Geschichte
Der erste der reporter für Neustadt in Holstein erschien am 18. Januar 1983. Im Juli 1983 folgte die Regionalausgabe für den Timmendorfer Strand, am 5. April 1984 die für Fehmarn/Heiligenhafen. Auch hier sichert, wie bei den später erscheinenden Ausgaben in Oldenburg in Holstein (1988) und in Bad Doberan/Kühlungsborn (1992), ein Lizenzvertrag die Grundprinzipien des reporters. In Eutin, Plön und Preetz gibt es den reporter seit 1995.
Zunächst ausschließlich im Keller eines Reihenhauses untergebracht, wurden die Büroräume 1988 durch einen Anbau erweitert. 1992 im September erfolgte der erste Spatenstich für das neue Verlagshaus in der Hochtorstraße, das im August 1993 bezogen werden konnte. 1994 schenkte der Verlag der Stadt Neustadt in Holstein anlässlich des Verlagshaus-Neubaus ein Stadtwappen aus Granit, das in die Pflasterung vor dem Rathaus eingelassen wurde.